# نيغا نتوورك
نيغا نتوورك ((الكورية: 내가네트워크)) هي شركة تسجيلات مستقلة، ووكالة مواهب، منتجة وناشرة في مجال موسيقى البوب، تأسست بواسطة يون إيل-سانغ، Lance Yoon-suk Choi و Jo Young-chul، في يناير 2003. ويقع مقرها الرئيسي في حي كانغنام، سول.

## القائمة
- براون آيد غيرلز
- لونافلاي
- أل سي 9
- إم أند إن
- Laboum
- Littles [2]

## فنانين
- كيم إينا (شاعر غنائي، ويعمل مع  لون إنترتينمنت)[3]
- Yoon Il Sang (ملحن)

## وصلات خارجية
- الموقع الرسمي